# Juan Ramón Jiménez
Juan Ramón Jiménez, född 24 december 1881 i Moguer, Andalusien, död 29 maj 1958 i San Juan, Puerto Rico, var en spansk författare.

## Biografi
Jiménez uppfostrades på ett jesuitinternat, han påbörjade juridikstudier som han avbröt. 1905-1911 bodde han i Moguer och därefter i Madrid. Efter att spanska inbördeskriget brutit ut, flyttade han till USA och Latinamerika. 1951 bosatte han sig i Puerto Rico.
Jiménez är berömd för prosadikten Platero y yo, utgiven 1917, i Sverige uppdelad på två volymer; "Silver och jag" och "Samtal med Silver". 1956 tilldelades han Nobelpriset i litteratur med motiveringen "för hans lyriska diktning som på spanskt språk bildar ett föredöme av hög andlighet och konstnärlig renhet".
Han tog starka intryck av symbolisterna, särskilt Paul Verlaine, liksom av den spansk-amerikanska modernismens förgrundsgestalt Rubén Darío.
I Madrid lärde han känna Zenobia Camprubí, som blev hans musa och medhjälpare. De gifte sig under en resa till USA 1916. I början av spanska inbördeskriget, flyttade Jiménez till USA, där han stannade till 1951. Sina sista år tillbringade han i Puerto Rico.
Med sin förfinade och subtilt besjälade diktning spelade han en dominerande roll i spansk 1900-talspoesi. Han hade bland annat stort inflytande över flera av diktarna inom den betydelsefulla Generation 27, till exempel  Vicente Aleixandre, Federico García Lorca, Jorge Guillén och Pedro Salinas.

## Verk översatta till svenska
- Silver och jag (Platero y yo) (översättning Arne Häggqvist, Wahlström & Widstrand, 1956)
- En nygift poets dagbok (Diario de poeta y mar) (översättning Arne Häggqvist, Wahlström & Widstrand, 1957)
- Samtal med Silver (Platero y yo) (med teckningar av Rafael Alvarez Ortega, översättning Arne Häggqvist, Wahlström & Widstrand, 1958)
- Ögonblick av evighet: dikter (Eternidades; Piedra y cielo; Nostaljía del mar) (översättning Ebbe Linde, Wahlström & Widstrand, 1961)
- Rymd: aforismer (i tolkning av Arne Lundgren, FIB:s lyrikklubb, 1965)